# Arie van der Veer
Arie van der Veer (Vlaardingen, 30 januari 1942 – Zwolle, 14 september 2024) was een Nederlands predikant en voorzitter van de Evangelische Omroep (EO).

## Levensloop
Zijn vader was meteropnemer. Van 1961 tot 1966 studeerde hij theologie aan de Theologische Universiteit Apeldoorn van de Christelijke Gereformeerde Kerken. Vervolgens diende hij vanaf 1966 tot 1990 als predikant in respectievelijk Nieuwe Pekela en Zwolle. Onder zijn leiding maakte de kerk in Zwolle een forse groei door.
Van 1990 tot 1 september 2008 was hij voorzitter van de Evangelische Omroep. Onder zijn voorzitterschap ontving de EO de A-status. Hij richtte zich vanuit zijn functie sterk op eenheid onder christenen uit verschillende gezindten. Van der Veer noemde dit de 'oecumene van het hart'. Van 1991 tot 1998 was hij ook vicevoorzitter van de NOS. Op 24 augustus 2008 werd hij benoemd tot Ridder in de Orde van Oranje-Nassau. In oktober 2008 werd kanker geconstateerd bij Van der Veer. Samen met Rita Renema-Mentink richtte hij de stichting Als kanker je raakt op.
Op 8 juni 2015 overleed zijn oudste zoon Peter van der Veer, die net als zijn vader voorganger was in de Christelijke Gereformeerde Kerk in Zwolle, plotseling.
Van der Veer overleed op 14 september 2024 op 82-jarige leeftijd. Hij leed al jaren aan uitgezaaide prostaatkanker.

## Programma's
Van der Veer presenteerde de volgende televisieprogramma's:
- Nederland Zingt (en Helpt)
- Nederland zingt op zondag
- Goud, Wierook en Mirre (programmaserie rond Kerst en Oud en Nieuw)
- De Kapel

Verder hield hij op de radio elke zaterdagmorgen om 11.00 uur een Bijbeloverdenking. Deze was van 2015 tot 2021 te horen in het programma De Muzikale Fruitmand op Radio 5, onder de titel "De Bijbel open" en later onder de titel "Niet alleen".

### Samen met anderen
- Met Rita Renema-Mentink, Als kanker je raakt. Franeker (2015) ISBN 9789051944785
- Met Ellen Laninga, Dit is de dag!: bijbels dagboek voor klein en groot. Kampen (2005) ISBN 90-435-1093-9
- Met Nel Benschop, Dichtbij God en dichtbij mensen: gedachten en gedichten. Hilversum (1998) ISBN 90-70100-68-1
- Met Andries Knevel, De boodschap en de kloof: communicatie van het Evangelie in een postmoderne tijd. Hilversum (1997) ISBN 90-70100-65-7